# 卢卡斯定理
在数论中，盧卡斯定理（英語：Lucas's theorem）用于计算二项式系数{\displaystyle {\tbinom {m}{n}}}被质数 {\displaystyle p}除的所得的余数。
卢卡斯定理首次出现在1878年法國數學家爱德华·卢卡斯的论文中。

## 公式
对于非负整数{\displaystyle m}和{\displaystyle n}和素数{\displaystyle p}， 同余式:
{\displaystyle {\binom {m}{n}}\equiv \prod _{i=0}^{k}{\binom {m_{i}}{n_{i}}}{\pmod {p}},}
成立。其中：
{\displaystyle m=m_{k}p^{k}+m_{k-1}p^{k-1}+\cdots +m_{1}p+m_{0},}
并且
{\displaystyle n=n_{k}p^{k}+n_{k-1}p^{k-1}+\cdots +n_{1}p+n_{0}}
是{\displaystyle m}和{\displaystyle n}的{\displaystyle p}进制展开。当{\displaystyle m<n}时，二项式系数 {\displaystyle {\tbinom {m}{n}}=0}。

## 推论
二项式系数 {\displaystyle {\tbinom {m}{n}}} 可被素数{\displaystyle p}整除当且仅当在{\displaystyle p}进制表达下{\displaystyle n}的某一位的数值大于{\displaystyle m}对应位的数值。
这是 庫默爾定理 的一个特殊情况。

## 证明
卢卡斯定理有多种证明方法。 下面首先给出一种组合方法的证明，然后给出了一种基于母函数方法的证明。

### 组合证明
设{\displaystyle M}为{\displaystyle m}元集，将其划分为{\displaystyle m_{i}}个长度为{\displaystyle p^{i}}的循环。然后这些循环中的每一个都可以单独轮换，因此作为循环群{\displaystyle {C_{p}}^{i}}的笛卡尔积的群{\displaystyle G}作用于{\displaystyle M}。因此，它也作用于大小为{\displaystyle n}的子集{\displaystyle N}。由于{\displaystyle G}中的元素数量是{\displaystyle p}的幂，因此它的任何轨道都是如此。因此，为了计算 {\displaystyle {\tbinom {m}{n}}} 模{\displaystyle p}，我们只需要考虑这个群作用的不动点。不动点是一些循环的并集。准确地说，可以通过对{\displaystyle k-i}的归纳来证明，{\displaystyle N}必须恰好有{\displaystyle n_{i}}个长度为{\displaystyle p^{i}}的循环。因此，{\displaystyle N}的个数正好是 {\displaystyle \prod _{i=0}^{k}{\binom {m_{i}}{n_{i}}}{\pmod {p}}}。

### 基于母函数的证明
本证明由Nathan Fine给出。
对于素数{\displaystyle p}和{\displaystyle n}，满足{\displaystyle 1\leq n\leq p-1}, 二项式系数
{\displaystyle {\binom {p}{n}}={\frac {p\cdot (p-1)\cdots (p-n+1)}{n\cdot (n-1)\cdots 1}}}
可被{\displaystyle p}整除。由此可得，在母函数中
{\displaystyle (1+X)^{p}\equiv 1+X^{p}{\pmod {p}}.}
应用数学归纳法可证，对于任意非负整数{\displaystyle i}，有
{\displaystyle (1+X)^{p^{i}}\equiv 1+X^{p^{i}}{\pmod {p}}.}
对于任意非负整数{\displaystyle m}和素数{\displaystyle p}，将{\displaystyle m}用{\displaystyle p}进制表示，即{\displaystyle m=\sum _{i=0}^{k}m_{i}p^{i}} ，其中{\displaystyle k}为非负整数、{\displaystyle m_{i}}为整数且{\displaystyle 0\leq m_{i}\leq p-1}。注意到
{\displaystyle {\begin{aligned}\sum _{n=0}^{m}{\binom {m}{n}}X^{n}&=(1+X)^{m}=\prod _{i=0}^{k}\left((1+X)^{p^{i}}\right)^{m_{i}}\\&\equiv \prod _{i=0}^{k}\left(1+X^{p^{i}}\right)^{m_{i}}=\prod _{i=0}^{k}\left(\sum _{n_{i}=0}^{m_{i}}{\binom {m_{i}}{n_{i}}}X^{n_{i}p^{i}}\right)\\&=\prod _{i=0}^{k}\left(\sum _{n_{i}=0}^{p-1}{\binom {m_{i}}{n_{i}}}X^{n_{i}p^{i}}\right)=\sum _{n=0}^{m}\left(\prod _{i=0}^{k}{\binom {m_{i}}{n_{i}}}\right)X^{n}{\pmod {p}},\end{aligned}}}
其中{\displaystyle n_{i}}是{\displaystyle n}的{\displaystyle p}进制表达的第{\displaystyle i}位。此即证明了本定理。

## 变型和推广
- 二项式系数 {\displaystyle {\tbinom {m}{n}}} 中含有质数{\displaystyle p}的幂次为算式{\displaystyle n}和{\displaystyle m-n}在{\displaystyle p}进制下进行相加计算的进位次数。(被称为庫默爾定理.)
- Andrew Granville将卢卡斯定理由素数推广到了到素数的幂次[3]。